# Joshua Edmondson
Joshua Edmondson (Leeds, Reino Unido, 6 de julio de 1992) es un ciclista británico.

## Biografía
Un talento en ascenso, Joshua Edmondson empezó como un neoprofesional pero rápidamente se ganó una reputación debido a sus grandes dotes como escalador, durante dos años estuvo viviendo y compitiendo en Italia para el equipo Team Colpack.
En 2012 ratificó su talento con un 3.er puesto en la general en el campeonato nacional de ruta británico sub-23 y con una gran actuación en la Vuelta a Gran Bretaña quedando 16.º en la general. Para 2013 firmó con el Sky Procycling como neoprofesional, para actuar en las carreras UCI WorldTour. Tras dos temporadas en el Sky donde no logró consolidarse y en donde su mejor resultado fue un noveno lugar en la Japan Cup de 2013, recaló a partir de 2015 en el conjunto continental An Post-ChainReaction.

## Palmarés
2015
- 1 etapa del Tour de Azerbaiyán
- Ronde de l'Oise, más 1 etapa

## Equipos
- Team Colpack (2011-2012)
- Sky (2013-2014)
  - Sky Procycling (2013)
  - Team Sky (2014)
- An Post-ChainReaction (2015[1])
- NFTO (2016)